# Glossy

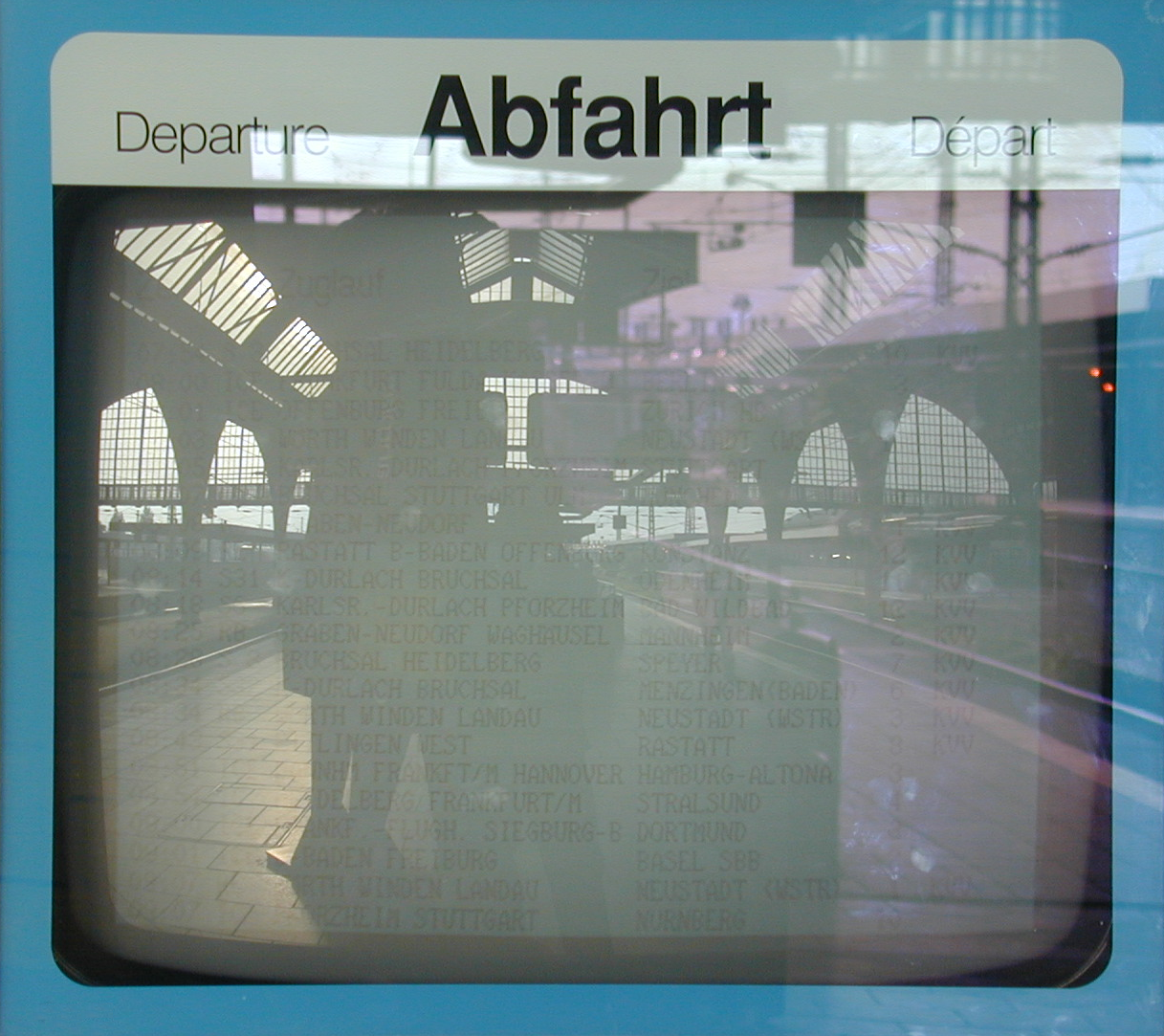
Horario de trenes mostrado en una pantalla de CRT con cristal de cubierta a prueba de vandalismo, que muestra reflejos distintos de las fuentes de luz ambiente (cielo, lámparas). La información visual sólo puede ser leída (con muy bajo contraste) en las regiones con sombra.

Glossy es un término anglosajón utilizado para definir pantallas TFT-LCD. Las pantallas tipo glossy se caracterizan por tener un vidrio justo delante que las hace más brillantes. En ciertos ambientes de luz, las pantallas brillantes proporcionan una mejor intensidad de color y relación de contraste que las pantallas mates. La principal desventaja de estas pantallas es su tendencia a reflejar cualquier luz externa, lo que a menudo resulta en un resplandor indeseable.

## Tecnología
Algunas pantallas LCD utilizan un revestimiento antirreflectante para reducir la cantidad de luz externa que se refleja en la superficie sin afectar a la luz que emana de la pantalla como alternativa a la pantalla mate.

## Desventajas
Debido a la naturaleza reflectante de la pantalla, en la mayoría de las condiciones de iluminación que incluyen fuentes de luz directa frente a la pantalla, las pantallas brillantes crean reflejos, que pueden ser una distracción para el usuario de la computadora Esto puede ser especialmente molesto para los usuarios que trabajan en un entorno en el que la posición de las luces y las ventanas es fija, como en una oficina, ya que éstas crean reflejos inevitables en las pantallas brillantes. 

## Ventajas
En ambientes controlados, como habitaciones oscuras, o habitaciones donde todas las fuentes de luz son difusas, las pantallas brillantes crean colores más saturados, negros más profundos, blancos más brillantes y son más nítidos que las pantallas mates. Por eso los partidarios de las pantallas brillantes consideran que este tipo de pantallas son más apropiadas para ver fotografías y películas.